# Du levande
Du levande é um filme de drama sueco de 2007 dirigido e escrito por Roy Andersson. Foi selecionado como representante da Suécia à edição do Oscar 2008, organizada pela Academia de Artes e Ciências Cinematográficas.

## Elenco
- Elisabet Helander
- Björn Englund
- Jessika Lundberg